# Чернышёво (Рамешковский район)
Чернышёво — деревня в Рамешковском районе Тверской области России. Входит в сельское поселение Киверичи.

## География
Рядом с деревней есть лес. Деревня находится примерно в сотне километров от Твери, ехать примерно 2 часа.
В 1 километре от деревни есть речка Дрезна (приток Медведицы).

## Население
| 1859 | 1989 | 2002 | 2008 | 2010 |
| ---- | ---- | ---- | ---- | ---- |
| 87   | ↘35  | ↘16  | ↘15  | →15  |

## Инфраструктура
Магазины в деревне отсутствуют, но каждый день приезжает магазин с продуктами из села Киверичи. 
Есть футбольное поле, бадминтоновый и теннисный корт.